# 工時規管

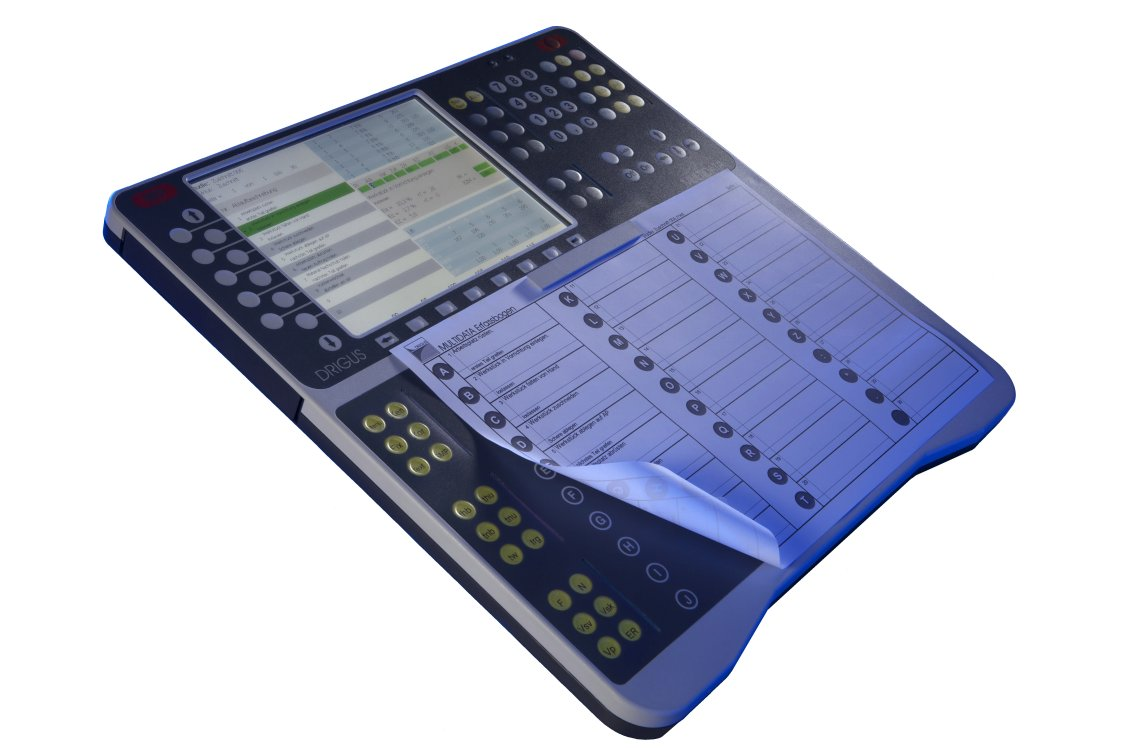
電腦化的工時管理裝置

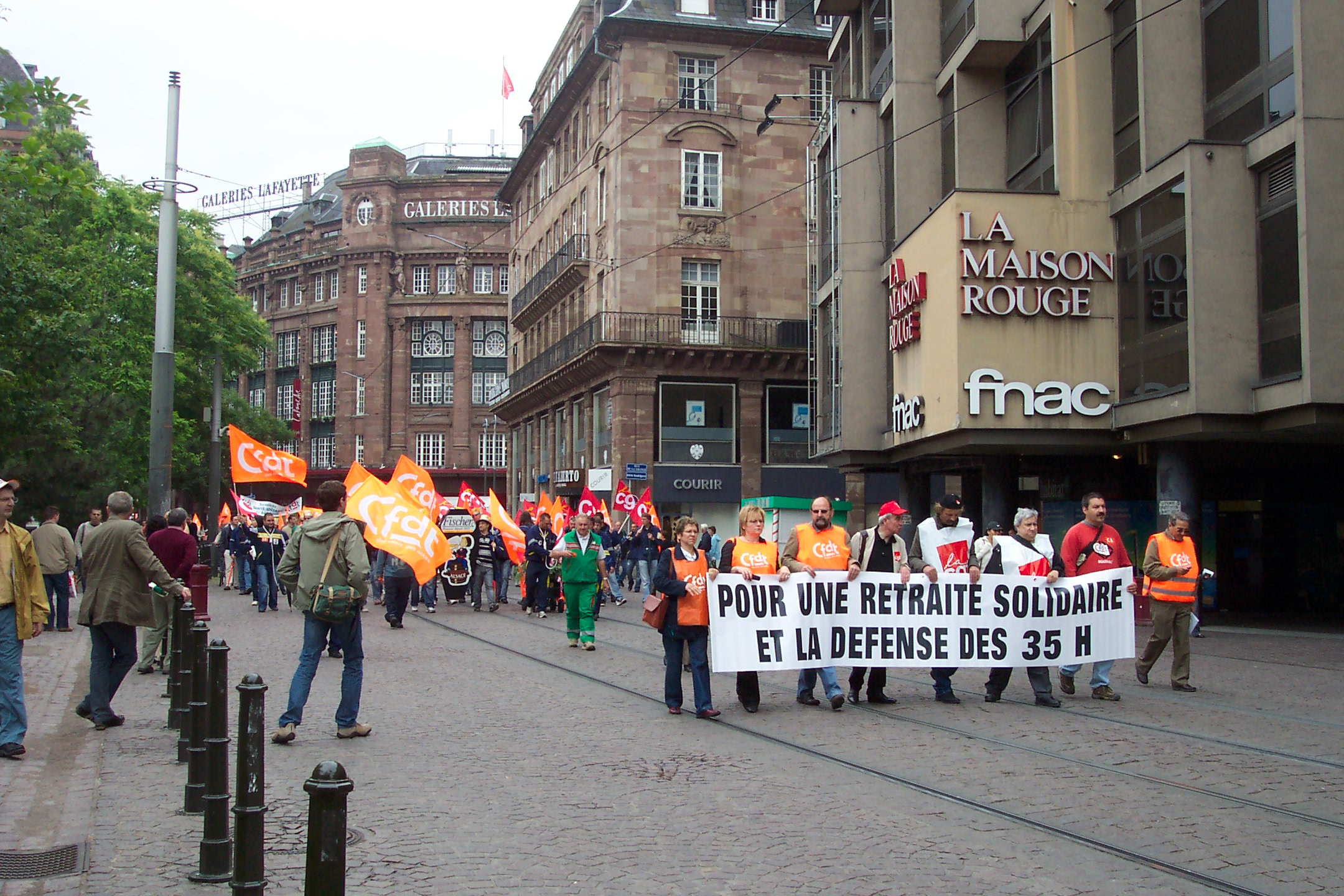
抗議工時的遊行

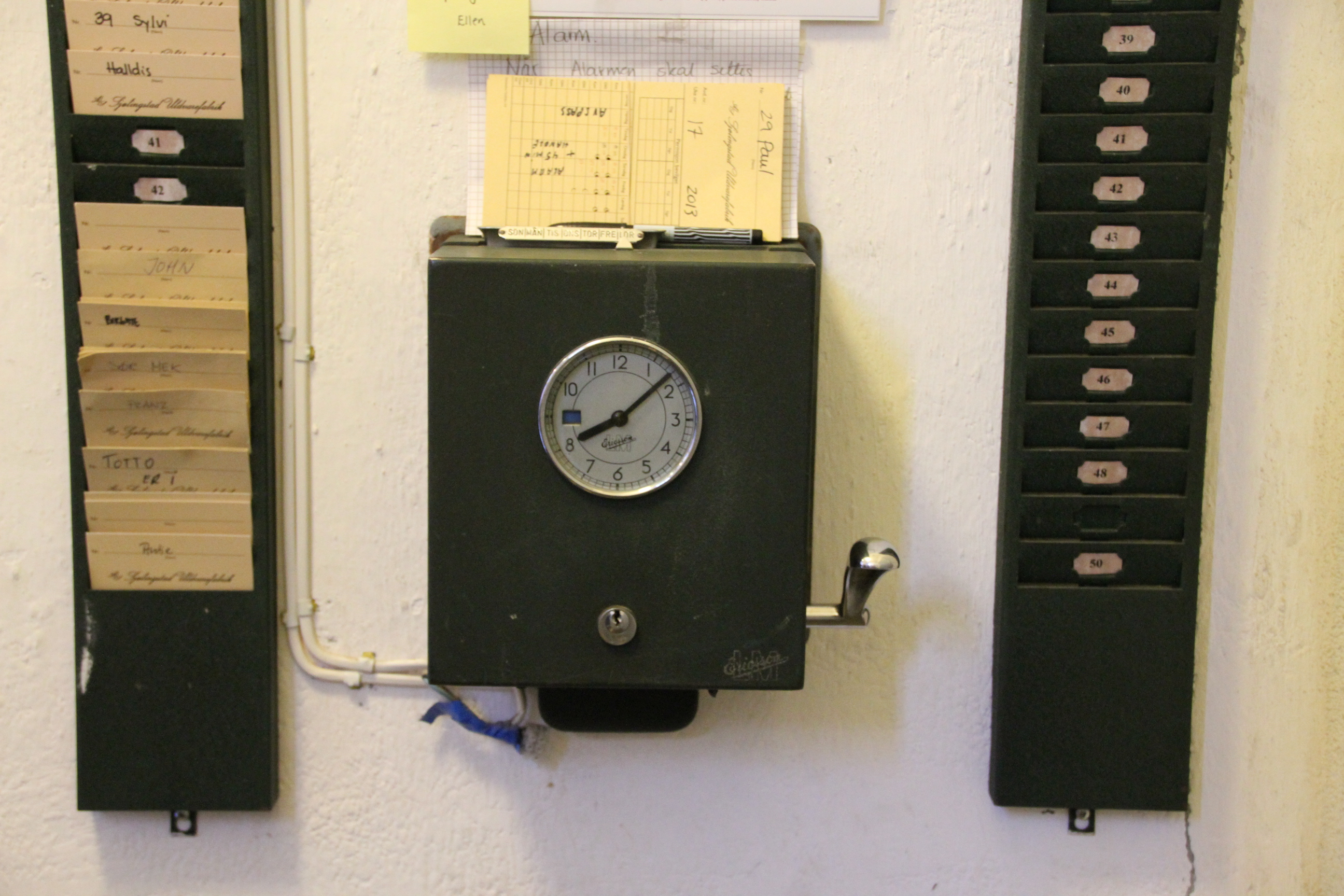
機械式工時記錄器

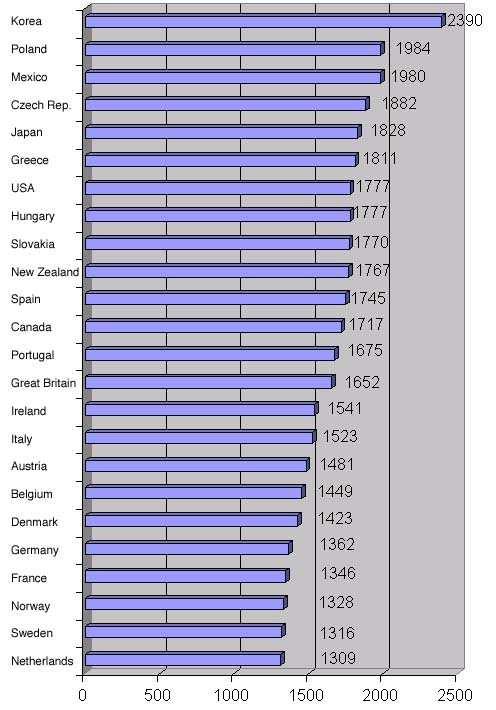
各國勞工實質工時(2004)

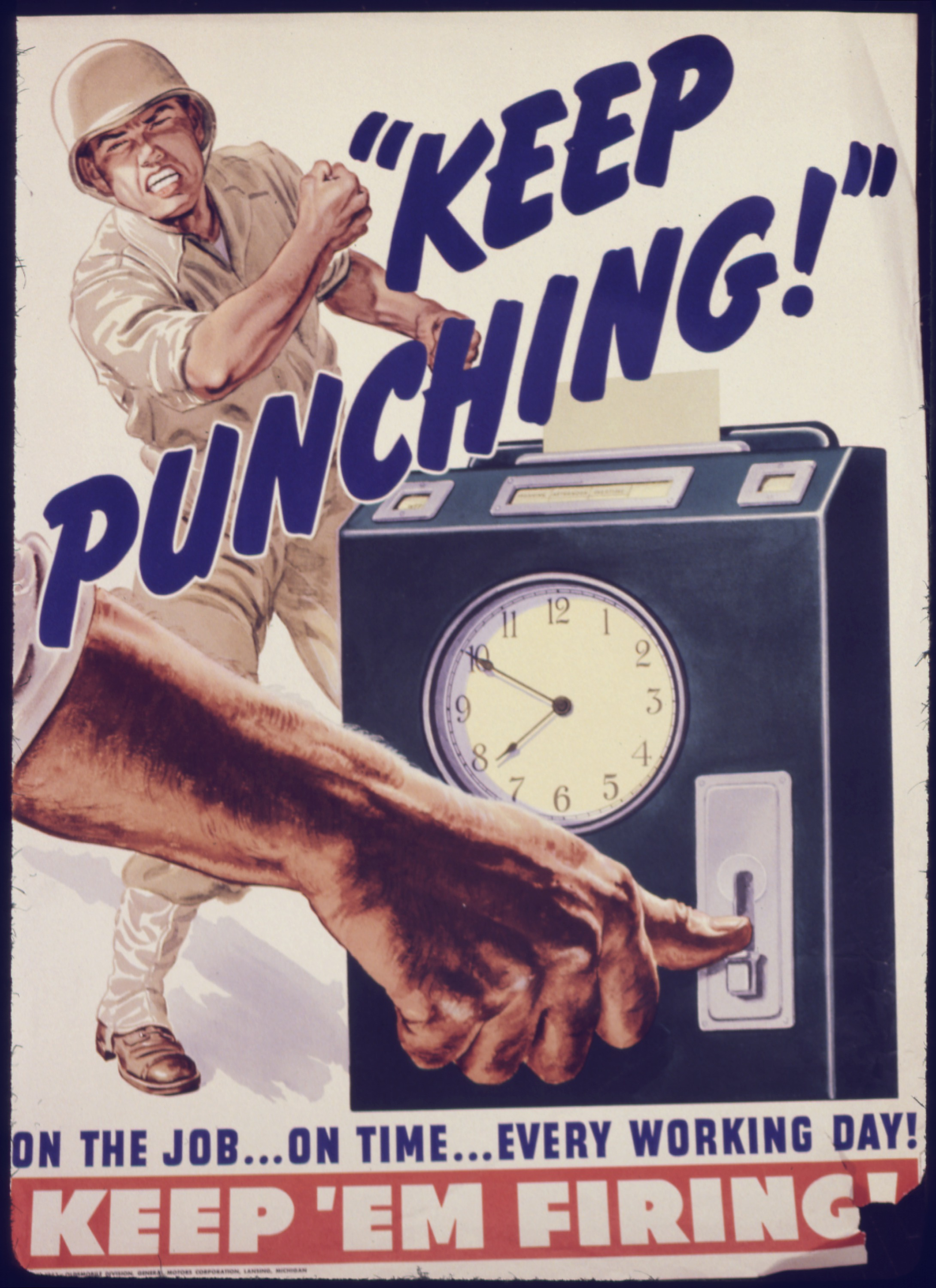
宣傳工時管理的廣告

「工時規定與管理」或稱「標準工時」，是指世界各地政府透過立法對工作時間定立最高工時、或超時工作限制，制訂法例而訂立特定僱員的工作時數，可按每日、每周、每季或每年而定。如僱員需要超時工作，僱主需要按法例規定之超時補薪比例來支付該勞工超時工作的薪金。普遍來說，各國對每周正常工時訂為介乎40-44小時不等，每小時的超時補薪金額不得低於基本時薪的1.5倍。個別國家地區政府設立僱員每日、每周、每季或每年的工作時數上限，稱為「最高工時」，僱員的工時不得多於最高工時；各國的一周最高工時由40至60小時不等。
輿論指出，工時過長會影響身體健康、家庭關係及個人社交。工時規管的目的包括促進僱員的作息平衡、保障勞工的合理權益。

## OECD國家每年人均工時
以下為OECD國家每年人均工時
| 排名 | 國家       | 工時  | 備註       |
| ---- | ---------- | ----- | ---------- |
| 1    | 墨西哥     | 2,246 |            |
| 2    |            | 2,113 |            |
| 3    | 希腊       | 2,042 |            |
| 4    | 智利       | 1,988 |            |
| 5    | 波蘭       | 1,963 |            |
| 6    | 拉脫維亞   | 1,903 |            |
| 7    | 冰島       | 1,880 |            |
| 8    | 葡萄牙     | 1,868 |            |
| 9    | 以色列     | 1,858 |            |
| 10   | 爱沙尼亚   | 1,852 |            |
| 11   | 土耳其     | 1,832 | 2014年數據 |
| 12   | 愛爾蘭     | 1,820 |            |
| 13   | 美国       | 1,790 |            |
| 14   | 捷克       | 1,779 |            |
|      | OECD 平均  | 1,766 |            |
| 15   | 新西兰     | 1,757 |            |
| 16   | 斯洛伐克   | 1,754 |            |
| 17   | 匈牙利     | 1,749 |            |
| 18   | 義大利     | 1,725 |            |
| 19   | 日本       | 1,719 |            |
| 20   | 加拿大     | 1,706 |            |
| 21   | 西班牙     | 1,691 |            |
| 22   | 斯洛維尼亞 | 1,676 |            |
| 23   | 英国       | 1,674 |            |
| 24   |            | 1,665 |            |
| 25   | 芬兰       | 1,646 |            |
| 26   | 奥地利     | 1,625 |            |
| 27   | 瑞典       | 1,612 |            |
| 28   | 瑞士       | 1,590 |            |
| 29   | 比利时     | 1,541 |            |
| 30   | 盧森堡     | 1,507 |            |
| 31   | 法國       | 1,482 |            |
| 32   | 丹麦       | 1,457 |            |
| 33   | 挪威       | 1,424 |            |
| 34   | 荷蘭       | 1,419 |            |
| 35   | 德国       | 1,371 |            |

| 排名 | 國家       | 工時  | 備註       |
| ---- | ---------- | ----- | ---------- |
| 1    | 墨西哥     | 2,228 |            |
| 2    |            | 2,124 |            |
| 3    | 希腊       | 2,042 |            |
| 4    | 智利       | 1,990 |            |
| 5    | 拉脫維亞   | 1,938 |            |
| 6    | 波蘭       | 1,923 |            |
| 7    | 冰島       | 1,864 |            |
| 8    | 爱沙尼亚   | 1,859 |            |
| 9    | 匈牙利     | 1,858 |            |
| 10   | 葡萄牙     | 1,857 |            |
| 11   | 以色列     | 1,853 |            |
| 12   | 土耳其     | 1,832 | 2013年數據 |
| 13   | 愛爾蘭     | 1,821 |            |
| 14   | 美国       | 1,789 |            |
| 15   | 捷克       | 1,776 |            |
|      | OECD 平均  | 1,770 |            |
| 16   | 斯洛伐克   | 1,763 |            |
| 17   | 新西兰     | 1,762 |            |
| 18   | 義大利     | 1,734 |            |
| 19   | 日本       | 1,729 |            |
| 20   | 加拿大     | 1,704 |            |
| 21   | 西班牙     | 1,689 |            |
| 22   | 英国       | 1,677 |            |
| 23   |            | 1,664 |            |
| 24   | 芬兰       | 1,645 |            |
| 25   | 盧森堡     | 1,643 |            |
| 26   | 奥地利     | 1,629 |            |
| 27   | 瑞典       | 1,609 |            |
| 28   | 比利时     | 1,576 | 2013年數據 |
| 29   | 瑞士       | 1,568 |            |
| 30   | 斯洛維尼亞 | 1,561 |            |
| 31   | 法國       | 1,473 |            |
| 32   | 丹麦       | 1,436 |            |
| 33   | 挪威       | 1,427 |            |
| 34   | 荷蘭       | 1,425 |            |
| 35   | 德国       | 1,371 |            |

## 各國及各地區就規管工時的現況

### 中国大陆
按照法律规定，一天工作时间为8小时，平均每周工时不超过40小时；加班上限为一天3小时及一个月36小时，超时工作薪金不低于平日工资的150%。而一周最高工时则为48小时。
按照法律规定，全年平均月工作时间为20.83天，月计薪天数为21.75天，全年制度工作时间为250天，全年节假日及公休日为115天。
根据《全国年节及纪念日放假办法》的规定，全体公民的法定节日假期由原来的10天增设为11天。据此，职工全年月平均制度工作天数和工资折算办法分别调整如下：
- 制度工作时间的计算
  - 年工作日：365天-104天（双休日）-11天（法定节假日）=250天
  - 季工作日：250天÷4季=62.5天
  - 月工作日：250天÷12月=20.83天

工作小时数的计算：以月、季、年的工作日乘以每日的8小时。
- 日工资、小时工资的折算

按照《劳动法》第五十一条的规定，法定节假日用人单位应当依法支付工资，即折算日工资、小时工资时不剔除国家规定的11天法定节假日。据此，日工资、小时工资的折算为：
- 日工资：月工资收入÷月计薪天数
- 小时工资：月工资收入÷（月计薪天数×8小时）
- 月计薪天数＝（365天-104天双休）÷12月＝21.75天

加班费：平日加班（月工资收入÷21.75×150%）、双休日加班（月工资收入÷21.75×200%）、法定节假日加班（月工资收入÷21.75×300%）

### 香港
現時香港的全職僱員的估計每周估計總工時平均數為49小時。根據瑞銀2012年「價格與收入」報告，香港的人均年度工作時間為2,296小時，高於全球（1,915小時）和亞洲（2,154小時）平均人均年度工作時間，位列全球第五高工時的地區。根據國際勞工組織的建議，僱員每周的平均工作時數應約為40小時。另據香港大學民意研究計劃的《最低工資及標準工時意見調查2010》，逾八成市民認為香港人超時工作的問題嚴重，並有三分之二支持就最高工時立法。就香港工黨所得數據，有7成受訪者在超時工作後沒有得到任何補薪或補假。鑑於2011年香港開始實施最低工資，香港政府於2010至2011年度施政報告中承諾研究標準工時。
於2012年11月26日，勞工處發表了《標準工時政策研究報告》，分三個方面研究了其他地方在規管工時的制度和經驗、包括各行各業僱員的最新工時情況的統計數據、和分析及評估香港設立標準工時的影響。就標準工時進行了靜態影響評估，在選定的政策設定（由最寬鬆至最緊的規管情況）下（包括：（1）40至48標準工時規定、（2）原有時薪1-2倍的法定最低超時工資率、（3）無任何豁免至豁免經理及行政人員、專業人員和輔助專業人員），勞工處估計標準工時影響957,100位（總僱員的36.7%）至2,378,900位（總僱員的91.1%）僱員不等，估計總薪酬開支的增加約港幣1,133,200,000元至55,220,800,000元。於2013年施政報告中，香港政府指勞工及福利局將於2013年第一季按照其政綱，成立由政府、僱主和僱員代表，以及學者和社會人士組成的「標準工時專責委員會」，跟進《標準工時政策研究報告》。2016年5月25日，瑞銀在2015年9月公布的報告揭示，香港是全球工時最長的地方，每周平均工時逾50小時。
2017年2月，標準工時委員會向政府提交報告，當中有三項重點建議，包括合約工時（Contractual Working Hours）是指勞資雙方以合約規管形式，列明僱員每日或每周的工作時數。與標準工時不同，合約工時並非以立法介入，並劃一僱員的工時，而是通過個別合約保障僱員，訂明超時工作所獲得的補償。有勞工團體認為在勞資關係不平等下僱員沒議價能力，合約工時反而助長僱主將長工時合法化。
- 勞工團體

香港天主教勞工事務委員會指政府應從速立法制定標準工時，並提出每周標準工時為44小時、每周最高工時上限為54小時。工時長影響僱員的家庭及社交生活，甚至影響健康；但現時的《僱傭條例》並無訂定任何加班費、工時上限或休息日工資以保障僱員。
教區勞工牧民中心（港島）建議政府立法制定標準工時，幫助在職人士平衡工作、家庭與身心健康，並促請政府盡快制定標準工作時數啟動立法程序，以《國際勞工公約》規範最高工作時數為每周四十八小時，以及每天八小時為標準工時。
- 資方及商會

普遍來說，商界贊成香港社會要尋求工作生活平衡，但認為標準工時並非達致工作生活平衡的良方。香港工時長的根本原因在於勞動力不足，即使香港政府為標準工時立法亦會無助解決長工時的根本問題，政府應著眼研究如何協助僱員達致平衡作息及推動家庭友善政策，並鼓勵企業推動平衡作息的人事管理。
新紀元環保服務常務董事的甄瑞嫻表示，她表示有員工或因財政需要，希望多勞多得；若過了標準工時而要給予員工倍半工資，她認為僱主多會聘請另外員工來工作，令希望加班賺多個錢的員工需要分別受聘於兩家公司，浪費時間。
香港總商會主席周松崗認為因行業特性實施標準工時有困難，另標準工時實施後工人工時下降，收入未必增加、兼職和散工增加，市民工作或變得不穩定。他又指標準工時立法是複雜、困難的問題，並認為標準工時立法會窒礙工商界的空間。
根據香港樹仁大學商業、經濟及公共政策研究中心和企業及社會發展研究中心的研究，有16%受訪公司認為標準工時政策可「積極考慮」和「值得考慮」，並有55%的受訪公司認為標準工時推行有困難。
勞工顧問委員會僱主代表劉展灝指標準工時會徹底改變香港的營商環境，對中小企的影響很大，並會削弱企業競爭力及靈活性，可透過教育等措施鼓勵僱主發放超時補水，無需立法強制。
- 政界

2012年10月17-18日，香港立法會就「立法規管工時」議案進行辯論及投票。張國柱時任立法會議員動議「本會促請政府在本立法年度內提交規管工時的條例草案， 有關條例草案的內容須包括每周標準工時及超時工作工資。」就張國柱議員提出的議案，表決時經由功能團體選出的議員共有32人出席，14人贊成，12人反對，6人棄權；而經由分區直接選舉產生的議員有31人出席，19人贊成，4人反對，7人棄權。議案未獲得兩部分在席議員分別以過半數贊成，議案被否決。
工聯會建議標準工時定為每周44小時，超時補水為時薪1.5倍；認為標準工時立法，可限制僱主不能要求員工無償勞動。
民建聯葛珮帆議員認為最重要是工時具彈性，讓上班人士能照顧家庭需要。標準工時是勞工政策，而家庭友善跟工時無關。青年民建聯副主席陳威雄指標準工時會為中小企帶來更多掣肘，應該進行更多諮詢才決定是否立法。
民主黨建議立法訂定每周標準工時44小時及超時工作應有補償，以幫助港人有理想的生活模式，能夠平均分配工作、休息及活動時間，在各方面得以平衡發展。
工黨建議立法規管工時，包括訂立標準工時和休息時段，確保工作和生活可得合理平衡；並建議每天標準工時8小時，每周標準工時為44小時，每周工時上限60小時，加班補水為正常工資的1.5倍。
港九勞工社團聯會立法會議員潘兆平認為不同行業的工資補水、工時等細節可討論，但相信本港立法，所有行業都可界定工時上限，強調立法除保障超時補水外，亦保障僱員健康。
在紡織及製衣界成功當選的鍾國斌表示，專業人士提供服務難以計算工時，如要超時補水可能令整體成本上升。
公民黨的梁家傑就指出，標準工時不單是經濟問題，而是打工仔能否獲得合理回報的原則問題，指僱員往往要在無補水下被迫加班。他希望政府可以迎難而上，在今屆議會會期內，提出標準工時草案。公民黨另於2012年立法會選舉時提出「配合家庭友善政策，積極研究訂立每周標準工時44小時」。
經濟動力立法會議員林健鋒認為設立標準工時會影響企業的生產力，令勞資關係緊張，並會對已出現人手短缺的企業帶來更大壓力，不贊成現在訂立標準工時。
- 政府

在2011年6月23日立法會會議上勞工及福利局局長張建宗指出政府明白長時間工時對員工的健康、家庭及社交生活都會帶來不良影響。政府會積極推廣宥關工作與生活平衡的措施，如家庭友善僱傭措施、《休息時段指引》、基於《僱傭條例》的保障等等。他表示標準工時的議題比最低工資複雜，對勞動市場和經濟的影響深遠，亦具爭議性；政府就標準工時的研究可令他們對議題有更深的認識；他另表示在社會各界未能就標準工時達成共識之前決定立法規管標準工時或就此制定時間表是言之尚早。勞工處已在6月下旬向上屆行政會議提交有關標準工時的研究報告，就著該屆行會提出的問題，當局在整理資料後會重新向新一屆行政會議提交報告，現已重新提交。
勞工處已於2012年11月26日把《標準工時政策研究報告》提交勞工顧問委員會，另已於2012年12月18日向立法會人力事務委員會的議員闡述報告內容。是次報告涵蓋其他地方有關標準工時的經驗、香港各行各業的工時情況及在香港設立標準工時的影響評估。他並表示政府會成立由政府、勞資雙方、學者及社會人士組成的專責委員會研究有關事宜，而該專責委員會將於2013年第一季完成籌組並開始工作。他另表示香港在一兩年內就標準工時完成立法並不符合現實。
- 學者

香港大學社會工作及社會行政學系教授葉兆輝表示會計、護士等專業因為長工時打亂社交，應解決工時問題。他認為可從標準工時入手，令香港成為家庭友善的地方，提升生育率。
香港浸會大學管理學系教授趙其琨表示標準工時可避免工時過長；他另指出現時在香港接近全民就業、租金高昂及通貨膨脹嚴重、最低工資實施不久，及外圍經濟不明朗（歐債危機及歐美的消費力薄弱）的情況下，他認為需要仔細考慮大環境經濟情況，亦要留意其他國家的標準工時例子未必適合香港。他又指香港產業狹窄，不同行業有不同彈性，需要有很多豁免及出現僱傭雙方尋找法律漏洞的情況，和擔心立法將損害香港的營商環境。他認為可以以彈性工作安排、家庭友善僱員政策等代替標準工時以促進作息平衡。
香港樹仁大學商業、經濟及公共政策研究中心主任、經濟及金融學系副教授李樹甘博士認為標準工時不能增加作息時間。他引用美國加州大學洛杉磯分校多拉科斯塔教授於1999年的研究指出在工資彈性較低的地區和行業，標準工時對減低實際工時及增加工資的效果不大：在勞動力不足的地區如歐洲，標準工時能有效保障僱員利益，但若如日本等沒有此問題的地區，則只會帶來失業；不同行業的工資彈性各不相同，制定有關標準工時的政策需要考慮不同行業的影響，以免影響勞動力市場的平衡及帶來不必要的失業問題。另外，他指出標準工時有如加班費，令員工更願意超時工作，故標準工時並不符合縮減工時及增加作息時間的原意。他認為僱員面對的不單是工時長短的問題，而是如何令不同行業的僱員能夠真正享受到工作及生活的平衡，達成勞資雙贏。
香港科技大學經濟學系教授雷鼎鳴博士認為標準工時未必能真正減低工時，可能出現就業下降及引日本於80年代調整標準工時後人均勞動力下降指出標準工時會令經濟失去動力。他又指標準工時即使降低員工每周工作時數，但因收入不足，可能需要延後退休，工作年數增長，一生總工時仍不變。
香港嶺南大學經濟系教授及公共政策研究中心主任何濼生教授指出由於不同職業人士的勞動程度和壓力不同，不贊成「一刀切」設標準工時，但他認為可以設立50小時的每周最高工時以保障勞工健康和安全。

### 澳門

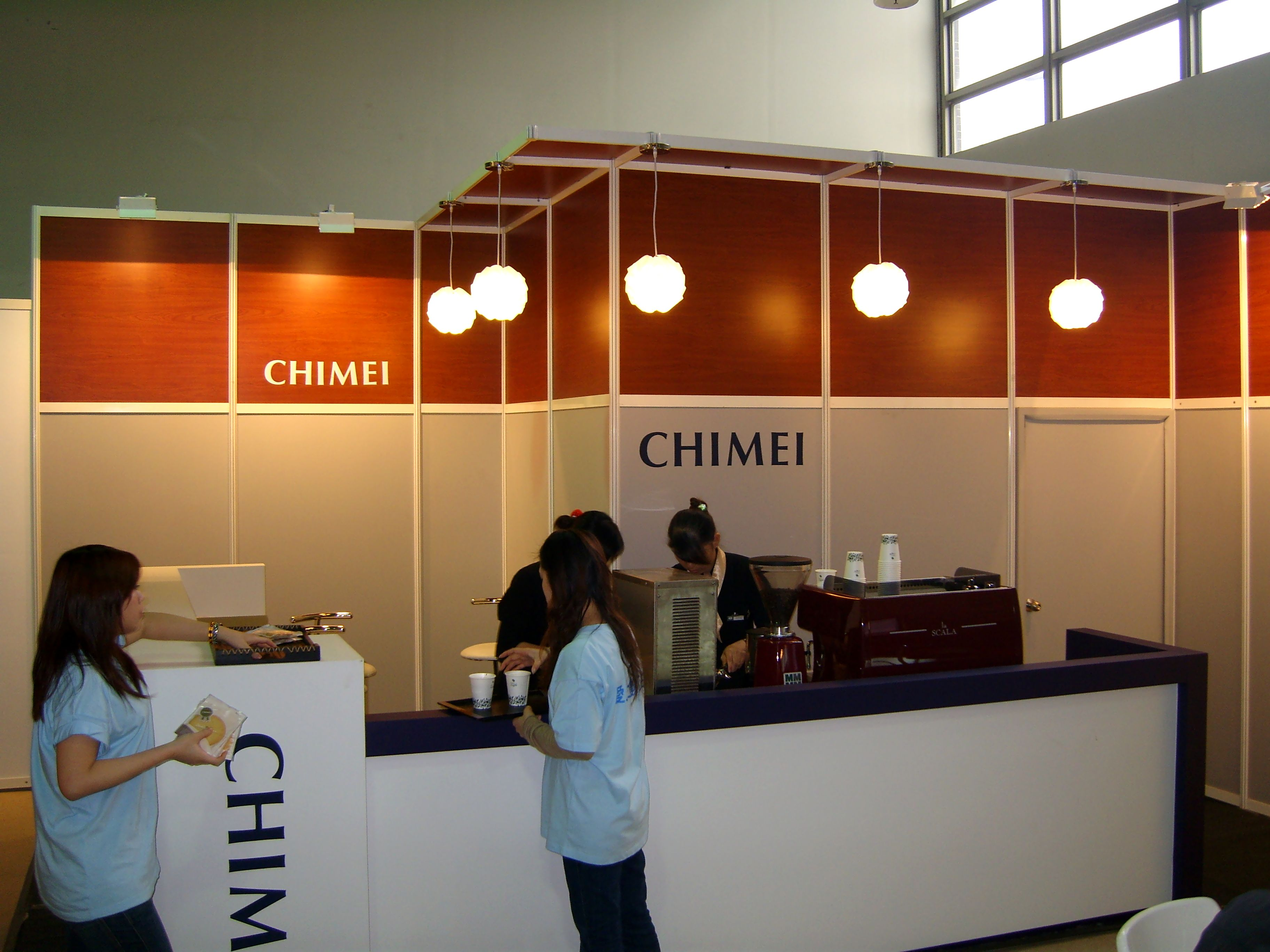
奇美公司的休息區，休息時間可以扣抵工時

在澳門，每天正常工作時間不得超過8小時，每周不得超過48小時。因應企業營運特性及勞資雙方協議則為「每天不超過12小時、每周48小時」。超時補償包括超時補薪及補償休息時間。如屬強制性（無須徵得僱員同意）的超時工作，僱員享有1.5倍的工作報酬及有薪額外有薪休息時間。而透過協議提供超時工作（須有證明同意的紀錄），僱員享有1.2倍的工作報酬。

### 臺灣
在台灣，按《勞動基準法》規定，自2016年起，規定正常工作時間，每天不得超過8小時，每週不得超過40小時。除天災、事變或突發事件的情況外，若僱主經工會或勞資會議同意延長工作時間，每天工作時間（含加班）不得超過12小時，每月延長工作時間總時數不得超過46小時。超時補薪的工資為：
- 延長工作時間在2小時內：平日每小時工資加給三分之一以上（即至少1又1/3倍）；
- 再延長工作時間在2小時以上：平日每小時工資加給三分之二以上（即至少1又2/3倍）。

休息日超時補薪的工資為：
- 休息日出勤2小時內：平日每小時工資加給三分之一以上（即至少1又1/3倍）；
- 再延長工作時間在2小時以內：平日每小時工資加給三分之二以上（即至少1又2/3倍）；
- 再延長工作時間上限 4 小時：平日每小時工資加給一又三分之二以上（即至少2又2/3倍）。

休假日超時補薪的工資為：
- 出勤8小時內：無論時數一律以一日工資計算；
- 再延長工作時間在2小時以上：平日每小時工資加給三分之一以上（即至少1又1/3倍）；
- 再延長工作時間在2小時以上：平日每小時工資加給三分之二以上（即至少1又2/3倍）。

例假日為法定不得使員工出勤之時間，然若因天災、事變或突發事件的情況外，若僱主經工會或勞資會議同意延長工作時間，超時補薪的工資為：
- 出勤8小時內：無論時數一律以一日工資計算，並須提供1日休假；
- 再延長工作時間在2小時以上：平日每小時工資加給加給二倍以上（即至少3倍）。[44]

然而由於政府縱容企業對勞動基準法責任制相關規定的濫用，在實務上許多公司員工工作嚴重超時，並且無加班費等補償。

### 新加坡
根據新加坡人力部，新加坡的規管僱員的工時為每天8小時或一星期44小時。
- 如果員工一星期上班日數不超過5天，一天標準工時為9小時及一星期標準工時為44小時。
- 如果每二星期的其中一星期的工作時數少於44小時，則在合約列明的情況下另一周的工作時數可以超越44小時，但一周不超過48小時或連續2周不超過88小時。
- 輪班制員工一天可上班12小時，但三星期內之一周平均工作時數不超過44小時。
- 除向人力部申請豁免外，每月最高超時工作時數上限為72小時。

逾時工作薪金至少為一般時薪的150%。除特別情況下，最高工時為每天12小時。

### 
南韓進行工時規管，是由2004年7月1日開始分階段推行。首階段適用於超過1,000 名員工的工作場所（workplace）。
根據就業及勞動部，由2010年12月21日起，聘用5名或以上員工的工作場所，僱員每星期的工時規限於40小時。逾時工作薪金為平日工資的150%（在首3年推行工時規管的時候，逾時工作薪金為一般工資的125%）。至於最高工時，引入規管工時的首三年為每周56小時(一周工時為40+一周允許超時工作16小時)，之後為每星期52小時（一周工時為40小時 + 一周允許超時工作12小時)。 

### 日本
日本厚生勞動省制定僱員工時為一天8小時，一周40小時（特定工作場所則為一周44小時）。
超時工作上限如下：
- 一周15小時；兩周27小時；4周43小時；一個月45小時；2個月81小時；3個月120小時；1年360小時。[47]
- 每小時的逾時工作薪金不得低於正常水平的125%。如一個月內工時較法定上限多60小時或以上，逾時工作工資不得低於1.5倍（中小企則為1.25倍）。[48]

### 
根據全國僱傭標準（National Employment Standard）自2010年1月1日起，除 “合理超時”外，澳洲全職員工的每周最高工時為38小時，非全職員工的每周最高工時則為以下兩項較少者：
- 38小時
- 員工每星期一般工作時數。[49]

### 欧盟
法國規管僱員的一周工時為35小時。一周內總逾時工作的首8小時的逾時工作薪金為正常水平的125%，之後每小時的逾時工作薪金為正常水平的150%。除基於集體談判的情況下可延長至每天12小時外，每周及每天的最高工時分別為48小時及10小時。
希臘的一周標準工時為40小時。每小時的逾時工作薪金為正常水平的125%。每天最高工時則為每日12小時、4個月內平均每周48小時。在2011年希臘的全職員工每周實際工時為全歐盟最高，為每周43.7小時，而歐盟的平均值則為41.6小時。
基於歐盟訂立的工時指示法（working time directive）下的規定，很多歐盟國家均採用了一周48小時或以下的最高工時。英國、德國、愛爾蘭、丹麥等國家只設立最高工時而沒有設立標準工時水平。其中德國、英國和愛爾蘭的最高工時為每周48小時（在英國，僱員可自願地與僱主簽訂書面協議超過有關限額；此外，英國16-17歲的勞工的最高工時為每天8小時或每周40小時）；以四星期之每周平均值來計算，丹麥每周的最高工時為48小時。
在比利時，按照《勞工法》及《新工作制度法》，在沒有集體協議所定立的較低時數外，正常工時為一天8小時（如勞工一星期工作少於5.5天則為每天9小時）及平均一星期38小時。如實際每星期工作多於40小時必需按不低於正常水平的150%(星期一至六)及200%(星期日或公眾假期)去支付逾時工作薪金，同時需要給予補假以確保在參照期內（一般為3個月）平均每周工時不超過38小時。在參照期內的任何時間，超時工作不得多於65小時。

### 美国
在美國聯邦政府的法規下，僱員每周(連續7天共168小時)工作多於40小時會獲得不少於正常水平150%的逾時工作薪金。

### 加拿大
在加拿大聯邦政府的法規下，標準工時為每日8小時及每周40小時；最高工時為48小時。在(1)僱員與僱主有協議指明超時工作的時數(2)僱主得到勞工部部長信納因情況特殊需要超時工作(3)遇到特殊情況下，工時可高於48小時，惟在情況(3) 中僱主需要提交書面報告交代緊急情況性質及超時工作情況。逾時工作薪金為正常水平的150%。

## 支持和反對標準工時的論點
| 支持 | 反對 |
| --- | --- |
| - 勞者多得，保障長時間工作人士，並減少失業率 - 僱員超時工作有「超時補薪」 - 增加勞工收入 - 增加雇主多雇用員工的誘因，降低失業率 - 確保加班費令勞工更願意加班工作 - 促進作息平衡 - 更能享受家庭生活 - 增加休息時間 - 有助身心健康 - 勞工能有更多時間參與工餘進修 - 更高比例的國民能在中老年時繼續工作及自我照顧 - 令政府在社會福利、醫療支出等開支減少 - 工時縮短、更多在生產工序使用機器，有助提高勞工生產力 - 避免產品及服務品質低落 - 統計數據顯示，醫療疏失多發生在醫護人員過勞時 | - 企業營運成本上升 - 僱主可能以降低基本薪水、兼職替代全職、減少或取消花紅等方法以抵消超時補薪帶來的成本上升 - 在兼職替代全職的情況下，勞工除了以往的全職工作外，可能要從事多一份兼職以保持收入水平 - 生產下降 - 造成失業 - 延後退休年齡，一生總工時可能不變 - 不是達成作息平衡的良方 - 不同行業就業/營運模式不同，難以訂立劃一標準 - 專業人士如醫生、律師、會計師的工時較長且難以界定他們在工作的時間 - 可能需要豁免這些長工時的職業 - 工時計算問題會引起勞資衝突 |